# Šperky 19. století
Šperky 19. století odráží tehdejší zvýšený zájem o minulost, jenž byl částečně zapříčiněn napjatými poměry ke konci 18. století. Ve šperkařství se často objevují antické motivy spojené též s nacionalismem či se vyskytuje novogotický styl, který odkazuje na tehdy idealizovaný středověk. Další klíčovou roli v tomto století hrál nástup průmyslové revoluce, jehož následkem prošlo šperkařství značnými změnami, kdy se z klenotů na objednávku staly běžně dostupné šperky v obchodech. S průmyslovou revolucí se naskytly nové postupy a technologie, jenž vedly k zániku starých, náročných, zdlouhavých a zároveň drahých technik. To vedlo ke zpřístupnění šperků měšťanské společenské vrstvě, která v průběhu 19. století nabývala na vlivu. V tomto období se vyskytuje velké množství stylů, a to konec klasicismu a empír, biedermeier a druhé rokoko a počátek secese.

## Klasicismus a empír
Klasicismus se značně prosadil především v Anglii, kde se rozvinul zájem o antiku a v empíru na počátku 19. století se ještě více prohloubila relace k řeckému a především k římskému císařství. Z Anglie se na kontinent ke konci 18. století dostala nová móda odívání inspirovaná právě antikou. Šaty byly jednoduššího střihu s odhalenými pažemi a výstřihem, vlasy se začaly nosit ve vyčesaných účesech, tedy mohly být jak paže, šíj, tak i ušní boltce ozdobeny honosnými šperky korespondujícími s antickým trendem, ale i se šaty, které často doplňovaly.
Ve vyčesaných vlasech se také vyjímala buď čelenka, diadém, nebo šňůrka perel, či hřeben, nebo i jehlice. Ta byla zdobena kovovým očkem, ke kterému byly přišity látkové květy. Již zmíněné diadémy byly zprvu velké a měly napodobovat koruny nošené v antice, do těchto šperků se často vkládali kameje jež byly často doplňovány perlami, přičemž byly v oblibě ty větší a to i ty s nepravidelným tvarem.
Velmi se dbalo na velikost klenotů, u náušnic byly oblíbené především dva typy, visací náušnice označované buď pendeloque (přívěsek), nebo poissarde (trhovkyně) a kruhové, či oválné náušnice zvané kreole. Náhrdelníků existovalo několik typů, mohl to být jen jednoduchý zlatý řetěz i několikrát obtočený kolem krku, nebo například collier, což byl obojek, či náhrdelník těsně přiléhající k šíji. Ty jež byly tvořeny z totožných článků a byly doplněny kameny se nazývaly riviere (řeka).
I přes větší dostupnost byly klenoty stále poměrně drahou záležitostí, ty nejhonosnější celé zlaté s kameny si mohlo dovolit jen málo dam, ovšem pro méně bohaté se naskýtala možnost využít jiné zlacené kovy. Dalším doplňkem byl sautoir, což byl dlouhý řetěz buď na krku, či přes prsa, který býval zakončený hodinkami, nebo přívěskem s miniaturou. Časté byly také párové náramky, které nejvíce vynikly na holých pažích a také prsteny které se nosily i na všech prstech. Velmi podstatné byly také medailony, miniatury, kameje a gemy vyvedené v antickém stylu, které zdobily mnohé šperky a doplňky. V tomto období se také vyskytovaly šperky přátelství, ve kterých mohly být uloženy i kadeře vlasů.

## Biedermeier a druhé rokoko
Biedermeier je sloh datující se přibližně mezi koncem Napoleonských válek (1815) a revolučním rokem v Evropě (1848). V tomto období se více prosazovalo měšťanstvo, tedy se měšťané, podnikatelé a obchodníci snažili napodobovat šlechtu a přiblížit se k jejich stylu života, od čeho později upustili. Hlavním centrem biedermeieru byla Vídeň, móda se oproti empíru výrazně změnila, šaty měly kuželovité sukně, několikatery spodničky a také korzet.
Šperky typově zůstaly poměrně stejné, ovšem změnily se ve tvaru a materiálu. Také v tomto období se vyskytl návrat k minulosti, tentokrát k 16. století, s renesančními motivy. Ozdobou do vlasů se staly rohovinové, nebo slonovinové hřebeny, i zde se nosily náušnice pendeloque a do výrazně vykrojeného výstřihu se nosily například dlouhé řetězy, ke kterým byly připojeny medailonky, či závěsy s kameny. Dalšími typy náhrdelníků byly šňůry perel, či drahých kamenů, což v českých zemích byly především české granáty, ty se staly oblíbené v pozdním biedermeieru a především v rokoku.
Od roku 1840 nastoupil nový sloh a to rokoko, ve kterém se móda nepříliš lišila od předchozího stylu. Sukně se ještě více rozšířily, látky byly složitější a bylo jich větší množství a znovu se začaly používat korzety. Hlavním vzorem šperku se staly květiny a změnila se také dostupnost materiálů, které se díky průmyslové revoluci zpřístupnily novými metodami, jako například tvorba dutého zlata. Nosily se honosné článkové zlaté řetězy se středovou ústřední ozdobou, drahými kameny, nebo emailem. Většinou se na náhrdelníku objevoval centrální kámen, jenž byl lemován drobnějšími kamínky.
Ve šperkařství se více objevovaly některé motivy, jako například motiv ruky, hada, dále se zde vyskytovaly smuteční šperky a také vlasové šperky a již zmiňované šperky s kadeřemi. Jedním z nově se prosazujících materiálů byla litina, která od druhého desetiletí 19. století zažívala ve středu Evropy značnou popularitu.

## Bižuterie
Díky novým postupům se dokázaly nahrazovat drahé a kvalitní materiály za levné jednodušeji vyrobitelné materiály. Užívaly se slitiny, místo drahých kovů, či sklo místo kamenů. Po těchto levných a dostupných špercích rostla poptávka a začaly se také vyrábět průmyslově. V českých zemích byla nejrozšířenější Jablonecká bižuterie.

## Secese

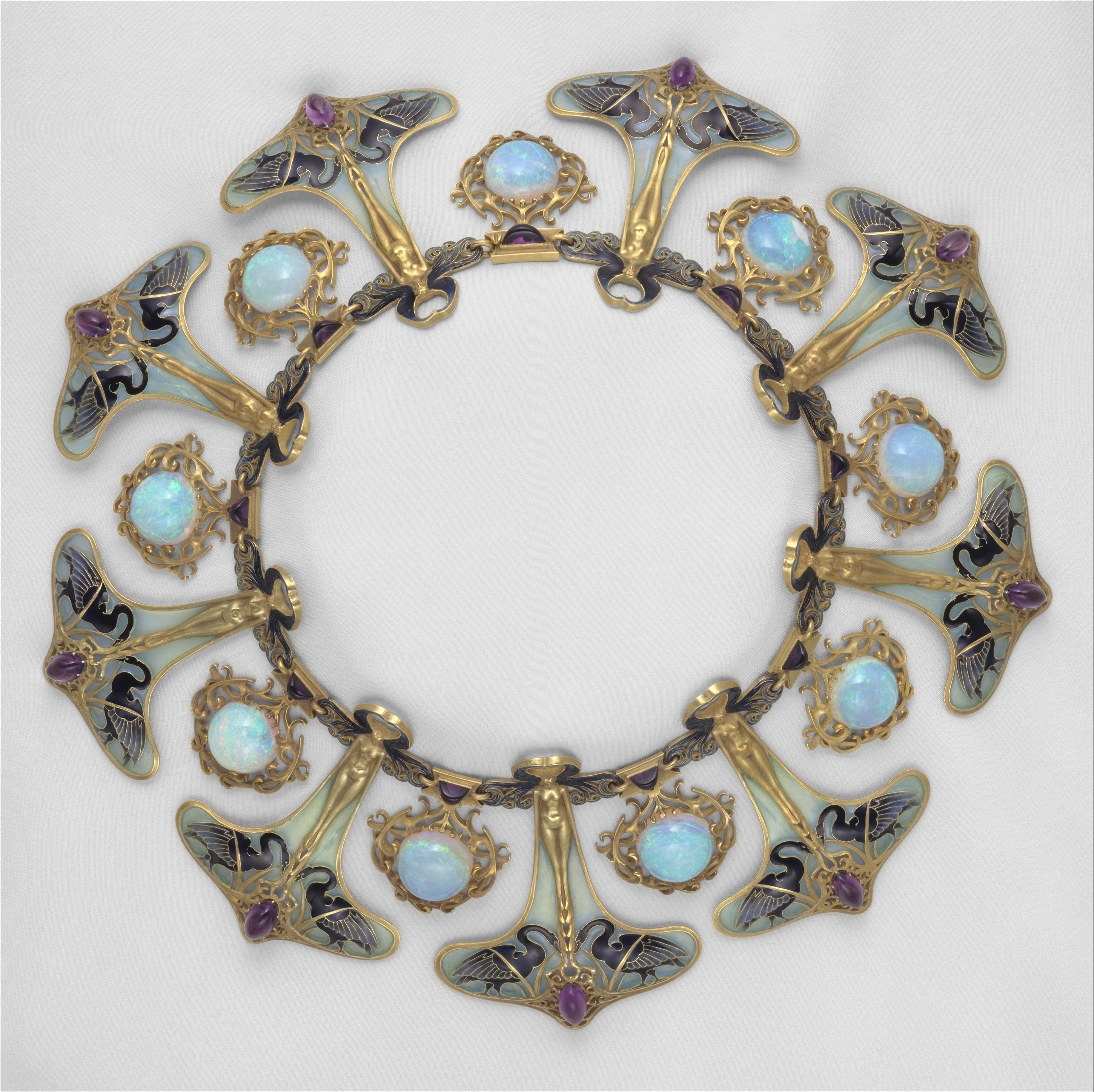
René Lalique (1860–1945): Náhrdelník (asi 1897–99)

V období 19. století se šperkaři od tradičních postupů výroby, mistrovských děl a využívání drahých materiálů odklonili, poněvadž svou prací nemohli konkurovat rozmáhající se levné průmyslové výrobě. V této době zanikala různá řemesla a cechy byly zrušeny. Umělci proti masovým výrobám protestovali a snažili se o návrat k tradičním rukodělným technikám a usilovali o návrat umění k jeho dřívější výtvarné hodnotě, proto jejich umělecká díla nabyla na hodnotě. Nový styl, který se rozvíjel ve druhé polovině 19. století se inspiroval především kulturami Dálného východu. K tomuto novému směru evropské kultury přispěly též nově navázané kontakty s Japonskem, jak obchodní, tak politické. V roce 1862 bylo na výstavě v Londýně k nahlédnutí před 600 japonských či čínských orientálních předmětů, které okouzlily evropské umělce.
Ze začátku byla pro šperkaře největší inspirací oslava Řecka a Říma. Umělci se zaměřovali na populární archeologické nálezy té doby, kopie šperků se v té době však nepodařilo vytvořit, kvůli omezeným prostředkům pro výrobu. Dalším motivem 19. století byla příroda a její spojitost s člověkem. Naturalistický styl se zde projevoval v podobě květin a ovoce, později se začaly vytvářet již propracovanější šperky a to podobou extravagantních květin a listí, orientálních vzorů či různobarevných motivů. Zlatníci se inspirovali muzejními sbírkami, katalogy výstav a dobovými časopisy mezi kterými lze zmínit například: Dílo, Výtvarné snahy, Klenotnické listy a další. Mezi první představitele českého šperkařství té doby byl Václav Němec (1854–1924), který se mimo založení klenotnické firmy v Praze zasloužil také o založení Technického muzea pro království české.
V českém secesním šperkařství se mistři inspirovali především domácí květenou, která se mírně odlišovala s každým autorem. Jako drahokam se často používal český granát a další kameny jako například oranžový karneochalát nebo zelený chalcedon. Pro barevný efekt se využíval také smalt, nebo zlacení a patinování stříbra. Šperky se vyráběly různými způsoby, jako jsou například: odlévání, tepání či cizelování. Mezi nejčastěji nošené druhy šperků v období secese se řadí náhrdelníky, závěsy na řetízku, pásové spony, ozdobné hřebeny a prsteny, přičemž všechny tyto doplňky nosily převážně ženy.

## Dálný východ
Umělci se v období secese inspirovali Japonskem, jeho kulturou a výtvarnými díly. Poněvadž mimo již zmíněné přírodní motivy získávali umělci zajímavé podněty také z prózy a poezie. Japonismus se projevil hlavně ve Francii a vyjadřoval asymetrii a využíval organické tvary a ručně tepané povrchy. Ve šperkařství umělci rozvíjeli různé typy smaltů, ale charakteristická byla technika plique-à-jour, jejíž podstatou jsou okénka vyplněná průsvitnou barevnou pastou.
Estetika Dálného východu hrála roli, na kterou by se nemělo zapomínat. Znamenala kulturní přínos zvláště díky dřevorytům, lakům, keramice a pracím z kovu. Lidé měli v oblibě také zvířecí motivy a to ryb, žab, netopýrů, pávů, jeřábů, čápů, labutí, motýlů, můr či vážek. Mimo faunu se samozřejmě vyskytovaly také motivy tehdejší flóry z japonského a čínského prostředí: bambusy, borové větvičky, třešňové květy, chryzantémy, lilie, kosatce, orobince, slunečnice. Nebo rostliny z Předního východu: magnolie, hortenzie, fuchsie, lotos a další evropské květiny (konvalinky, máky, ocúny, lekníny nebo růže). Každý z těchto prvků měl svůj symbolický podtext podle evropských zkušeností a tradic.

## České zlatnictví
České secesní zlatnictví vycházelo z pražského okruhu, který se inspiroval spíše belgickými a francouzskými uměleckými projevy než německým a rakouským geometrickým stylem. Zaměřovali se na práci s drahými kameny a českým granátem. Tyto stylové prvky udával například Celda Klouček (1855–1935), jehož první myšlenkou byl dívčí či ženský maskaron opakovaný především v architektuře, ale také v dekorativních předmětech z kovu, špercích, brožích a náhrdelnících. Dalšími slavnými představiteli českého šperkařství secese byli: Emanuel Novák (1866-1918), již zmíněný Václav Němec (1845–1924) a Josef Ladislav Němec (1871–1943). Významným českým umělcem byl také Alfons Mucha, který se navrhování šperků věnoval pár let na přelomu 19. a 20. století. Několik málo jeho známých šperků se dochovalo do dnešní doby.